# جاناتان لارسون
جاناتان لارسون (انگلیسی: Jonathan Larson; ۴ فوریهٔ ۱۹۶۰ – ۲۵ ژانویهٔ ۱۹۹۶) یک آهنگساز اهل ایالات متحده آمریکا بود.
فیلم تیک تیک بووم (به انگلیسی:tick tick boom) در مورد این موسیقی دان است.